# Michael Fehr (Tiermediziner)
Michael Fehr (* 29. Juni 1952 in Iserlohn) ist ein deutscher Tierarzt und ehemaliger Hochschullehrer an der Stiftung Tierärztliche Hochschule Hannover (TiHo).

## Leben
Peter Michael Bernhard Fehr studierte von 1971 bis 1974 zunächst Betriebswirtschaft an der Fachhochschule Dortmund und anschließend bis 1979 Tiermedizin an der TiHo. Ab 1980 war er Assistent an der Kleintierklinik der TiHo und wurde 1983 mit der Arbeit „Untersuchungen zur Ultraschalltherapie der thorakolumbalen Enchondrosis intervertebralis des Hundes“ promoviert. 1985 wurde er Fachtierarzt für Kleintiere. Mit einem Habilitationsstipendium der Deutschen Forschungsgemeinschaft habilitierte er sich 1983 mit der Schrift „Arthrodese zur Behandlung unheilbarer, chronisch schmerzhafter Erkrankungen des Ellenbogengelenks des Hundes“. 1996 wurde er auf die Professur für Kleintierkrankheiten mit Schwerpunkt orthopädische Chirurgie an die TiHo berufen. Von 2006 bis 2021 war er Direktor der Klinik für Heimtiere, Reptilien und Vögel, von 2011 bis 2016 auch Direktor der Klinik für Kleintiere. 2014 erlangte er die Qualifikation zum Diplomate of the European College für Zoological Medicine, Small Mammals. Im März 2021 wurde er emeritiert.
Fehrs Arbeits- und Forschungsschwerpunkte sind die orthopädische Chirurgie der Kleintiere, vor allem Arthroskopie und Prothetik, sowie Erkrankungen der Heimtiere und Reptilien. Seit 2002 ist er Mitglied der Arbeitsgemeinschaft Osteosynthese Veterinär. Er verfasste etwa 200 wissenschaftliche Arbeiten, 37 Buchkapitel und betreute über 90 Doktoranden. 2023 wurde ihm die Richard-Völker-Medaille der Deutschen Veterinärmedizinischen Gesellschaft verliehen.

## Werke
- Michael Fehr: Frettchen. Stuttgart, Enke, 2014
- Michael Fehr (Hrsg.): Krankheiten der Heimtiere. Hannover, Schlütersche, 6. Auflage 2005, ISBN 978-3-89993-010-8